# Милена Славова
Милена Славова, по-известна само като Милена, е българска пънк/рок музикантка, която оглавява група с нейното име.
Милена съосновава групата Ревю през 1988 година. В края на 1993 г. заминава за Англия, където живее 6 години и където през 1995 година издава албума Sold, смятан за записа с най-тежко звучене на певицата. В него всички парчета са на английски език освен последната песен – баладата „Така“, която има и англоезична версия – Why I wanna go now. Свири в лондонския клуб „Маркий“ (Marquee Club).
След завръщането си в България се присъединява отново към група Ревю. През 1999 година издава албума „Дъ best +“, състоящ се от подбрани песни от старите албуми с нов аранжимент. Окончателно напуска „Ревю“ през 2002 г. и се отдава на самостоятелна работа. Оттогава живее в София и Лондон.
От 2012 г. води предаването „Рок с Милена“ по БНТ 2.
През 2020 г. участва в предаването на Нова телевизия „Маскираният певец“ в ролята на Книгата.
През 2021 г. влиза в инициативния комитет, който издига Анастас Герджиков за президент на България.
През 2021 година срещу Славова е внесена жалба в Комисията за защита от дискриминацията (КЗД) за нейни хомофобски изявления като „задушаваме се вече от наглостта и парадирането на разни извратеняци“ във връзка със „София Прайд“. КЗД отхвърля жалбата, но през октомври 2022 година административният съд я връща за ново разглеждане със заключение, че Славова действително е „осъществила дискриминация... под формата на тормоз по признак „сексуална ориентация“. През 2023 година Върховният административен съд отменя решението на първоинстанционния съд с аргумента, че репликите на Славова са насочени към участниците в гей паради, а не към хомосексуалните изобщо, поради което не са дискриминационни по признак сексуална ориентация. Независимо от съдебните решения, изказването на Славова контрастира силно с нейния имидж на носител на свободата на самоизразяване като опозиция на репресиите и маргинализацията на групи от обществото, които са асоциирани с тоталитарния режим до 1989 г. и множеството крайни, включително неонацистки, партии и организации в България след това.

## Албуми
- Милена+Ревю (1989)
- Ха-ха (1991)
- Скандалът (има и английска версия: The Scandal) (1993)
- Sold (1994)
- Дъ best + (1999)
- 10 (с Ревю) (2002)
- 13 (2015)